# Шабачка тврђава
Шабачка тврђава (првобитно Заслон или Сава, османлијски назив Богур Делен односно „пробијач бока”) је утврђење у данашњем Шапцу на обали Саве. Утврду у данашњем облику је подигао 1471. године Иса-бег Исаковић по османлијском обрасцу који је употребљен и приликом градње Кладова (Фетислама) и Земунског града. Данас је опстала само јужна половина тврђаве са две округле куле и бедемом, пошто је северну половину однела Сава.

## Изглед тврђаве
Тврђава има основу правилног четвороугла (? m са око 60 m) са по једном кулом кружне основе (спољног пречника око 10 m) у сваком од темена четвороугла. Тврђаве истих (Земунски град) и сличних (Фетислам) основа могу се наћи дуж речних обала Саве и Дунава.
Положај и изглед првобитне српске тврђаве око које се развио данашњи град није познат, пошто до данас нису откривени њени трагови, али се на основу њеног имена (Заслон) може претпоставити да се налазила на некој узвишици крај Саве, што би значило да Османлије нису на њеним темељима подигле своју утврду.

## Прошлост тврђаве
Данашње утврђење је 1471. године подигао Иса-бег Исаковић и назвао га Богур Делен односно „пробијач бока” чиме је јасно приказан његов циљ да напада по страни (боку) у односу на главни правац дејстава који је ишао преко Београда.
Мађари су га заузели 1476. године и у њему су сместили посаду од 100 Срба шајкаша који су бранили утврду све до 1521. године када је пала у османлијске руке са низом других тврђава (превасходно Београдском).

## Галерија
- Шабачка тврђава, звездаста фортификација
- Шабачка тврђава током Мајских поплава 2014.
- Остаци затрпаних темеља зидина тврђаве ископаних код моста на реци Камичак